# Innocenzo Francucci

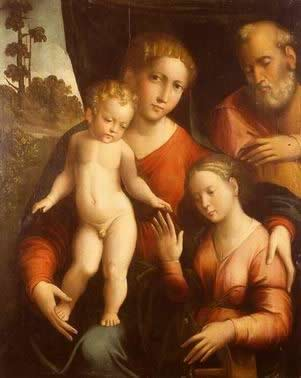
Mystische Hochzeit der Heiligen Katharina (Zuschreibung)

Innocenzo Francucci (* zwischen 1490 und 1494 in Imola; † zwischen 1547 und 1550 in Bologna; gelegentlich Innocenzo da Imola) war ein italienischer Maler.

## Leben
Francucci war der Sohn des Goldschmiedemeisters Pietro Francucci. Mit ungefähr zwanzig Jahren wurde Francucci 1508 in Bologna Schüler von Francesco Francia; großzügig unterstützt mit einem Stipendium des Rates seiner Heimatstadt. Auf Empfehlung Francias wechselte Francucci später nach Florenz in das Atelier von Mariotto Albertinelli. Aus dieser Zeit datieren auch Francuccis bemerkenswerte Kopien von Raffael.
Francucci lebte und wirkte fast ausschließlich in Bologna. Als seine wichtigsten Schüler sind Prospero Fontana und Francesco Primaticcio zu nennen.
Im Alter von über 50 Jahren starb der Maler Innocenzo Francucci zwischen 1547 und 1550 in Bologna.
Tafelbilder von ihm befinden sich in Museen von Berlin, Frankfurt am Main, München und Sankt Petersburg.

## Werke (Auswahl)
- Die Vermählung der heiligen Katharina (1536, in San Giacomo Maggiore)
- Madonna in der Glorie mit Heiligen (1517, Alte Pinakothek)
- Christus am Kreuz mit Heiligen (1549)
- Fresken der Kirche San Michele in Bosco